# دیپا شاه
دیپا شاه (انگلیسی: Dipa Shah) یک هنرپیشه اهل هند است. وی از سال ۲۰۰۹ میلادی تاکنون مشغول فعالیت بوده‌است.وی متولد شهر بمبئی است.